# Judas and the Black Messiah
Pour plus de détails, voir Fiche technique et Distribution.
Judas and the Black Messiah est un film américain réalisé par Shaka King (en), sorti en 2021.
Il décrit les évènements ayant précédé l'assassinat de Fred Hampton par le FBI en 1969.
Il est présenté en avant-première au festival du film de Sundance 2021.

## Synopsis
À la fin des années 1960 à Chicago, un petit malfaiteur, William O'Neal, se fait passer pour un agent fédéral pour voler des voitures mais il est rapidement intercepté par le FBI. Agent spécial, Roy Mitchell lui propose un marché. S'il accepte de collaborer avec le FBI comme informateur, toutes les charges contre lui seront abandonnées. Il est chargé d'infiltrer le Black Panther Party et doit se rapprocher tout particulièrement de Fred Hampton, leader et orateur charismatique du parti dans l'Illinois qui s'avère être un admirateur de Che Guevara et de Mao Zedong. Tout compte fait, O'Neal se rend compte que le patron de Mitchell, J. Edgar Hoover, voit d'un très mauvais œil l'arrestation de cette figure de la contestation noire qui, selon le directeur du FBI, est  une grave menace pour la sécurité nationale du pays proche du terrorisme...

## Fiche technique
Sauf indication contraire, les informations mentionnées dans cette section peuvent être confirmées par la base de données cinématographiques IMDb,  présente dans la section « Liens externes ».
- Titre original et français : Judas and the Black Messiah
- Réalisation : Shaka King (en)
- Scénario : Will Berson et Shaka King, d'après une histoire de Kenny Lucas et Keith Lucas
- Musique : Craig Harris et Mark Isham
- Photographie : Sean Bobbitt
- Montage : Kristan Sprague
- Décors : Sam Lisenco
- Costumes : Charlese Antoinette Jones
- Production : Ryan Coogler, Charles D. King et Shaka King
- Sociétés de production : Bron Creative, MACRO et Participant
- Sociétés de distribution : Warner Bros. / HBO Max (États-Unis)
- Pays de production :  États-Unis
- Langue originale : anglais
- Genre : drame biographique
- Dates de sortie[1] :
  - États-Unis : 1er février 2021 (Festival du film de Sundance) ; 12 février 2021 (cinéma et HBO Max)
  - France : 24 avril 2021 (Canal + et VOD)[2]
- Classification :
- États-Unis : R - Restricted (Interdit aux moins de 17 ans non accompagné d'un adulte)

## Distribution
- Lakeith Stanfield (VF : Lucien Jean-Baptiste) : William O'Neal
- Daniel Kaluuya (VF : Jean-Baptiste Anoumon) : Fred Hampton
- Jesse Plemons (VF : Eilias Changuel) : Roy Mitchell
- Dominique Fishback (VF : Fily Keita) : Deborah Johnson
- Ashton Sanders (VF : Mohamed Sanou) : Jimmy Palmer
- Algee Smith (VF : Mexianu Medenou) : Jake Winters
- Darrell Britt-Gibson (VF : Alex Fondja) : Bobby Rush
- Martin Sheen (VF : José Luccioni) : J. Edgar Hoover
- Amari Cheatom (VF : Frantz Confiac) : Rod Collins
- Lil Rel Howery (VF : Nicolas Justamon) : Wayne
- Dominique Thorne (VF : Déborah Claude) : Judy Harmon
- The Lady of Rage : Lady Panther
- Nick Fink : Fesperman
- Khris Davis (VF : Daniel Lobé) : « Steel »
- Ian Duff (VF : Ambroise Michel) : Doc Stachel
- Caleb Eberhardt (de) : Bob Lee
- Robert Longstreet (VF : Emmanuel Jacomy) : agent spécial Leslie Carlyle
- Amber Chardae Robinson : Betty Coachman
- Nicholas Velez : José Cha Cha Jiménez
- Terayle Hill : George Sams
- Jermaine Fowler (en) : Mark Clark
- Alysia Joy Powell (VF : Virginie Emane) : Mrs Winters

## Production

### Développement
Kenny et Keith Lucas ont commencé à présenter l'idée d'un biopic de Fred Hampton à A24 et Netflix en 2014, le vendant comme « Le conformiste rencontre les disparus». Tout en travaillant avec Shaka King sur un pilote de télévision en 2016, ils ont présenté leur idée pour un film de Hampton, et il est devenu intrigué. Will Berson avait également écrit un scénario de Hampton à peu près à la même époque et il en était aux premiers stades de la production, avec F.Gary Gray en pourparlers pour diriger, Casey Affleck et John Powers Middleton en négociations pour produire, et Jaden Smith et O'Shea Jackson Jr. cherchait à représenter Hampton. Après l'échec de cette version, Berson et King ont réécrit son scénario avec l'aide des frères Lucas.
Les frères ont pris contact avec Charles King de Macro, qui a accepté de financer la moitié du projet.
« En allant sur le marché avec un excellent scénario, deux acteurs incroyables et Shaka, un cinéaste visionnaire, et le poids que Ryan Coogler a apporté, plus Macro apportant la moitié du financement à la table avec un excellent plan de production. Cela nous a mis dans une position être partenaires, donc ce film n'est pas purement piloté par le studio. Cela nous a également aidés à soutenir la vision de Shaka et la façon dont il a lancé le film et à le garder aussi authentique que possible. "
- Charles D. King

### Casting
En février 2019, il a été annoncé que Daniel Kaluuya et Lakeith Stanfield avaient rejoint le casting du film, avec Ryan Coogler produisant et Warner Bros. Pictures distribuant. Le film marque la deuxième collaboration entre Kaluuya et Stanfield, après le film Get Out de 2017. King, Kaluuya et le producteur Charles D. King (qui a fourni la moitié du budget de 26 millions de dollars du film) ont contacté la veuve de Hampton, Akua Njeri et son fils, Fred Hampton Jr., pour obtenir leur bénédiction sur le film et le casting. En septembre 2019, Jesse Plemons, Dominique Fishback et Ashton Sanders ont rejoint le casting du film, avec Algee Smith le mois suivant.

### Tournage
Le tournage a lieu à Cleveland et dans l'ancienne maison de correction d’État de l'Ohio située à Mansfield dans l'Ohio, entre octobre et décembre 2019.

### Musique
La musique du film est composée par Mark Isham et Craig Harris et éditée par WaterTower Music. Il contient par ailleurs la chanson inédite Fight for You de H.E.R.. La chanson est présente sur un autre album accompagnant la sortie du film, Judas and the Black Messiah - The Inspired Album.
Liste des titres
1. Cointelpro / Dec 4 – Chairman Fred Hampton Jr.
2. Fight for You – H.E.R.
3. EPMD – Nas
4. Welcome to America – Black Thought
5. What It Feels Like – Nipsey Hussle & Jay-Z
6. Broad Day – Hit-Boy
7. Somethin Ain’t Right – Masego feat. J.I.D & Rapsody
8. Plead the .45th – Smino & Saba
9. Letter 2 U – BJ the Chicago Kid
10. On Your Mind – Lil Durk
11. Appraise – White Dave
12. All Black – G Herbo
13. I Declare War – Nardo Wick
14. No Profanity – Pooh Shiesty
15. Last Man Standing – Polo G
16. Respect My Mind – Dom Kennedy
17. Revolutionary – G Herbo feat. Bump J
18. Teach Me – SiR
19. Contagious – SAFE feat. Kiana Ledé
20. Rich Nigga Problems – A$AP Rocky
21. Outro
Titre bonus
22. Black Messiah – Rakim

## Accueil

### Sortie
Judas and the Black Messiah a eu sa sortie mondiale au Festival du film de Sundance 2021 le 1er février 2021 lors de projections virtuelles et en personne.
Le film est sorti le 12 février 2021 aux États-Unis par Warner Bros. Pictures. Le film devait initialement sortir le 21 août 2020, mais à cause de la pandémie COVID-19, il a été reporté à 2021. Dans le cadre de ses plans pour tous ses films de 2021, Warner Bros Pictures a également diffusé le film simultanément sur le service HBO Max pendant une période d'un mois, après quoi le film a été diffusé exclusivement dans les salles jusqu'au début de la sortie normale des médias à domicile. période du calendrier.

### Critique
L'agrégateur d'avis Rotten Tomatoes rapporte que 96% des 314 avis critiques étaient positifs, avec une note moyenne de 8,3 / 10. Le consensus des critiques du site Web se lit comme suit : "Une dramatisation électrisante des événements historiques, Judas and the Black Messiah est une condamnation énergique de l'injustice raciale - et un triomphe majeur pour son directeur et ses stars." Selon Metacritic, qui attribue une moyenne pondérée score de 85 sur 100 basé sur 49 critiques, le film a reçu "l'acclamation universelle". Le public interrogé par CinemaScore a attribué au film une note moyenne de « A » sur une échelle de A + à F, tandis que 87% des cinéphiles de PostTrak lui ont attribué une note positive (avec une moyenne de 4,5 sur 5 étoiles) et 74% ont déclaré qu'ils le feraient certainement le recommande.
Écrivant pour Variety, Peter Debruge a salué la performance de Stanfield et a déclaré : "Le film puissant met le moment actuel dans un nouveau contexte historique et suggère que l'ambivalence peut être sa propre forme de trahison." David Rooney du The Hollywood Reporter a écrit : "Soutenu par des performances sensationnelles de Daniel Kaluuya dans le rôle de Hampton et de LaKeith Stanfield dans celui de William O'Neal, l'informateur du FBI qui a infiltré son cercle intime, il s'agit d'un récit brûlant de l'oppression et de la révolution, de la coercition et de la trahison, rendu plus choquant par la monnaie non diminuée de ses thèmes. "
Pete Hammond de Deadline Hollywood et Karen Han de Slate ont tous deux comparé les différents thèmes du film à ceux trouvés dans The Trial of the Chicago 7 (sorti l'année précédente), Hammond disant que "King expose habilement chaque côté de l'équation dans ce récit brut et passionnant établi en 1968 ". Michael Phillips du Chicago Tribune a donné au film 3,5 étoiles sur 4 et a qualifié le film de "un bond en avant dans la  production récente de Netflix : The Trial of the Chicago 7" et l'a qualifié de "impétueux, narrativement risqué, plein de vie et sournois esprit (même si le ton dominant est celui d'un pressentiment) et débordant d'acteurs formidables. "

## Distinctions

### Récompenses
- Golden Globes 2021 : Meilleur acteur dans un second rôle pour Daniel Kaluuya
- Oscars 2021 : 
  - Meilleur acteur dans un second rôle pour Daniel Kaluuya
  - Meilleure chanson originale : Fight for You de H.E.R.

### Nominations
- Golden Globes 2021 : Meilleure chanson originale : Fight for You de  H.E.R.
- Oscars 2021 : 
  - Meilleur film
  - Meilleur scénario original
  - Meilleure photographie
  - Meilleur acteur dans un second rôle : Lakeith Stanfield